# Aéroport de Kamina
L'aéroport de Kamina (code IATA : KMN • code OACI : FZSB) est l'aéroport de la province de Haut-Lomami dans la ville de Kamina en République démocratique du Congo.
Le VOR de la base de Kamina (Ident: KMB) est situé de 30,4 kilomètres à l'Est-Nord de l'aéroport.

## Situation
| Bandundu Basango Mboliasa Bunia Gbadolite Gemena Goma Ilebo Kalemie Kananga Kikwit Kindu Kinshasa-Ndjili Kinshasa-N'Dolo Kisangani Kolwezi Lodja Lubumbashi Matari Matadi Mbandaka Mbuji Mayi Nioki Tshikapa Tshumbe |